# Jacques Veyrier
Jacques Veyrier, né en 1943 à Port-Sainte-Foy, est un ancien joueur de basket-ball français.

## Biographie
De 1965 à 1967, Jacques Veyrier porte le maillot de l'ASPTT Limoges avec qui il connaît lors de son arrivée, une montée et une saison en National 1. Par ailleurs, Jacques Veyrier aura l'honneur de porter quatre fois de suite le maillot de l'équipe de France lors de l'année 1965. En 1967, il renforce l'effectif du SCM Le Mans durant une saison. Enfin de 1968 à 1973, c'est sous les couleurs de l'A.B.C. Nantes que Jacques Veyrier joue à plein temps son poste d'Intérieur.

## Sélections
- Première sélection : le 18/09/1965 à Graffenstaden contre La RFA.
- Dernière sélection : le 18/12/1965 à New York (États-Unis) contre La Pologne.